# イゾラベッラ
イゾラベッラ（伊: Isolabella）は、イタリア共和国ピエモンテ州トリノ県にある、人口約400人の基礎自治体（コムーネ）。

## 地理

### 位置・広がり

#### 隣接コムーネ
隣接するコムーネは以下の通り。括弧内のATはアスティ県所属を示す。
- チェッラレンゴ (AT)
- ポイリーノ
- ヴァルフェネーラ (AT)
- ヴィッラノーヴァ・ダスティ (AT)